# Chaouia-Ouardigha
Chaouia-Ouardigha var fra 1997 til 2015 en af Marokkos regioner. Den havde 1.655.660 indbyggere (2. september 2004), og et areal på 16.845 km². Regionens administrative hovedstad var byen Settat.
Regionen er inddelt i 4 provinser: Ben Slimane, Berrechid, Khouribga og Settat.
Ved omlægningen i  2015 blev provinsen Khouribga en del af regionen Béni Mellal-Khénifra. De øvrige tre provinser blev en del af Casablanca-Settat.

## Større byer
Indbyggertallet er efter folketællingen 2. september 2004.
- Khouribga (166.397)
- Settat (116.570)
- Berrechid (89.830)
- Oued Zem (83.970)
- Ben Slimane (46.478)